# Le Vieux Léon
Pour les articles homonymes, voir Léon.
Clip vidéo
[vidéo] « Georges Brassens - Le vieux Léon », sur YouTube
[vidéo] « Georges Brassens - Le vieux Léon (télévision) », sur YouTube
[vidéo] « Jo Privat (à l'accordéon, 1959) », sur YouTube
Le Vieux Léon est une chanson française de l'auteur-compositeur-interprète Georges Brassens, enregistrée en single, extrait de son album Le Pornographe de 1958, un des grands succès de sa carrière.

## Histoire
Georges Brassens écrit et compose cette chanson nostalgique de « liturgie à la Brassens » sous forme d'ode ou de poème en vers de 4 pieds sur une mesure à 3 temps. Des airs de java et de valse musette de guinguette parisienne, en mémoire et hommage au vieux Léon, parti dans l'Au-delà (son ami accordéoniste de rue du quartier du Montparnasse , ancien quartier d'artistes, près de l’impasse Florimont, où Brassens vécut de nombreuses années de vie de bohème au début de sa carrière) « Y'a tout à l'heure, quinze ans d'malheur, mon vieux Léon, que tu es parti, au paradis, d'l'accordéon, parti bon train, voir si l'bastrin-, gue et la java, avaient gardé, droit de cité, chez Jéhovah... Quel temps fait-il, chez les gentils, de l'au-delà, les musiciens, ont-ils enfin, trouvé le la, et le p'tit bleu, est-ce que ça n'le, rend pas meilleur, d'être servi, au sein des vignes du Seigneur... Et si l'bon Dieu, aime tant soit peu, l'accordéon, au firmament, tu t'plais sûr'ment, mon vieux Léon... ».
Georges Brassens l'enregistre au Studio Blanqui de Paris, en s'accompagnant avec sa guitare, avec Jean Bonal (seconde guitare), et Pierre Nicolas à la contrebasse. L'accordéoniste parisien Jo Privat reprend cette même année ce titre de valse musette à l'accordéon.

## Reprises et adaptations
Cette chanson est reprise par de nombreux interprètes, dont entre autres Jo Privat (à l'accordéon, 1959), Raymond Devos (1992), Renaud (album Renaud chante Brassens, 1996), Maxime Le Forestier (album Le Cahier (40 chansons de Brassens en public), 1998), Marie-Paule Belle (album Ils chantent Georges Brassens, 1998), Olivia Ruiz (album Accordéons-nous, 2017)...